# Tumbaco
Tumbaco ist ein östlicher Vorort der ecuadorianischen Hauptstadt Quito und eine Parroquia rural („ländliches Kirchspiel“) im Kanton Quito der Provinz Pichincha. Die Parroquia Tumbaco gehört zur Verwaltungszone Tumbaco. Das Verwaltungsgebiet besitzt eine Fläche von 65,25 km². Die Einwohnerzahl betrug im Jahr 2010 49.944.

## Lage
Die Parroquia Tumbaco liegt 12 km östlich vom historischen Stadtzentrum von Quito. Das Verwaltungsgebiet wird von den Flüssen Río San Pedro im Westen und Río Chiche im Osten begrenzt. Die beiden Quellflüsse des Río Guayllabamba vereinigen sich im äußersten Norden der Parroquia. Im Süden reicht das Verwaltungsgebiet bis zum Gipfel des 3185 m hohen Vulkans Ilaló.
Die Parroquia Tumbaco grenzt im Nordosten an die Parroquia Puembo, im Südosten an die Parroquia Pifo, im Süden an die Parroquia La Merced, im Südwesten an die Parroquia Guangopolo, im Westen an die Parroquia Cumbayá sowie im Nordwesten an die Parroquias Nayón und Zámbiza.

## Geschichte
Am 8. Dezember 1670 wurde die kirchliche Pfarrei „Nuestra Señora de la Limpia Concepción“ gegründet. Die zivilrechtliche Parroquia Tumbaco wurde im Jahr 1861 eingerichtet.